# Samsung Galaxy A6s
Samsung Galaxy A6s - это среднебюджетный Android - смартфон производства Samsung Electronics в рамках серии Galaxy A. Он был представлен 24 октября 2018 года. Это первый смартфон Galaxy, произведенный не самой компанией Samsung, а компанией Wingtech. Выпущенный вместе с Samsung Galaxy A9s, он ориентирован на китайский рынок.
Его главной особенностью является 6-дюймовый LCD Infinity Display с изогнутыми краями, похожий на Samsung Galaxy A8 /A9 (2018)..

## Спецификации
A6s оснащен 6,0-дюймовым Full HD+ PLS TFT LCD с соотношением сторон 18:9. В отличие от предыдущих смартфонов серии Galaxy A, в этом устройстве используется ЖК-панель, а не дисплей Super AMOLED. Дисплей имеет изогнутые края, похожие на бесконечный дисплей S9, но с немного увеличенными рамками и без изогнутого дисплея..
Двойная камера оснащена основным датчиком 12 МП f/1.8 для обычной съемки и датчиком глубины 5 МП для эффектов, для снимков с эффектом боке. Фронтальная камера имеет датчик 12 МП.
Он работает под управлением Android 8.1.0 "Oreo" с Samsung Experience 9.5 из коробки. Смартфон оснащен Qualcomm Snapdragon 660 SoC, состоящий из восьмиядерного процессора с 4 производительными 2,2 GHz Kryo 260 и 4 эффективными 1,8 GHz Kryo 260 ядрами и Adreno 512 GPU, 6 GB/8 GB оперативной памяти и 128 GB внутреннего хранилища с возможностью расширения до 256 GB через выделенный слот для MicroSD..

## Доступность
A6s был выпущен и доступен на китайском рынке только с ноября 2018 года. О планах по запуску устройства на других рынках объявлено не было.